# Rio Tocantins
Le rio Tocantins est un important fleuve brésilien qui naît dans l'État de Goiás.

## Géographie
Après le confluent des rivières Maranhão et Paranã, il reçoit le nom de rio Tocantins. On fait parfois remonter l'origine du fleuve à la confluence entre le Maranhão et le rio das Almas, en amont, au niveau du lac de Serra da Mesa. Après avoir parcouru 2 600 km, il se jette dans l'Atlantique, non loin de l'embouchure de l'Amazone, à l'est de la presqu'île de Marajó. Il baigne dans son cours inférieur les États du Maranhão et du Pará ainsi que l'importante cité de Belém. 
Pendant les pluies, la partie navigable de son cours est de quasi 2 000 km, entre les villes de Belém (Pará) et de Peixe (Tocantins).
Le rio Tocantins est le plus grand cours d'eau totalement brésilien, et vu l'importance de son affluent l'Araguáia, on pourrait l'appeler le « Tocantins-Araguaia ». Son débit moyen est de 10 000 m3/s au niveau du barrage de Tucurui (soit plus de cinq fois le débit du Rhône en fin de parcours).

## Hydrologie
Le rio Tocantins possède un régime d'écoulement des eaux irrégulier avec une période de hautes eaux de janvier à mai pendant la saison des pluies et une période d'étiage de juin à décembre pendant la saison sèche. Ainsi le débit mensuel du rio Tocantins à Itupiranga peut varier entre 1 775 m3/s et 50 033 m3/s alors que le module y est de 11 364 m3/s.

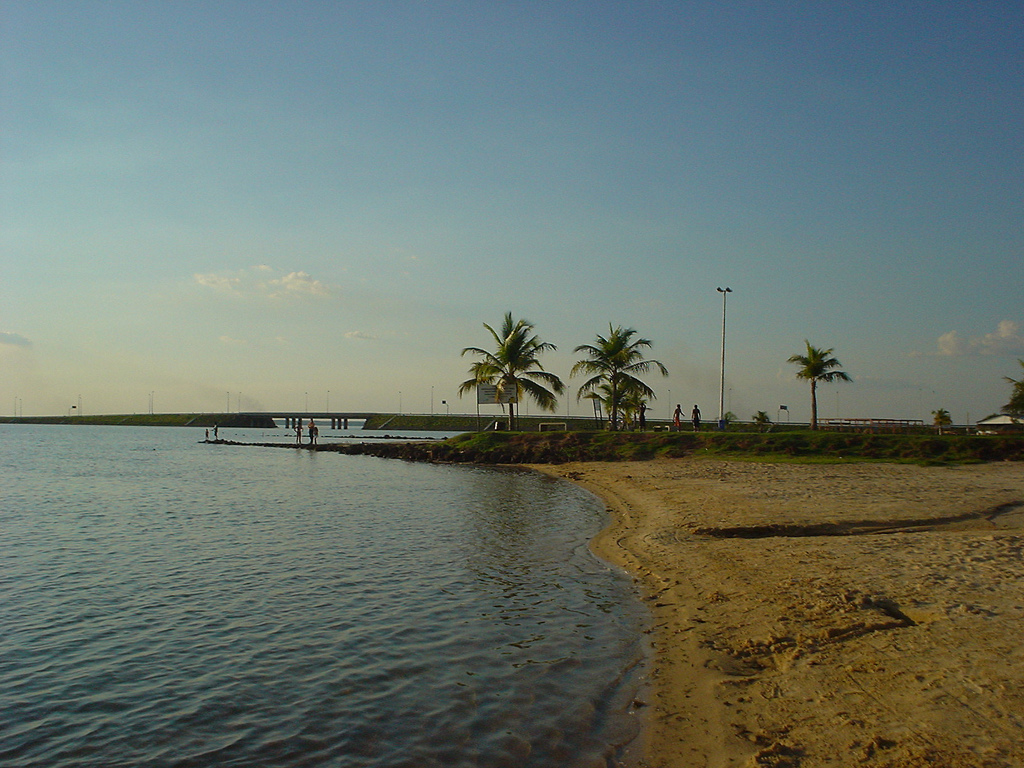
Plage fluviale du Tocantins près de Palmas.

## Barrages sur le rio Tocantins
- Serra da Mesa dans le Goiás
- Peixe Angical dans le Tocantins
- Tucurui dans le Pará